# Crime à Martigues
Série Crime à...
Crime à Aigues-Mortes
(2015) Crime dans les Alpilles
(2017)
Pour plus de détails, voir Fiche technique et Distribution.
Crime à Martigues est un téléfilm franco-belge réalisé par Claude-Michel Rome et diffusé en 2016. En France, il est présenté sur France 3 et en Belgique sur La Une.
Le téléfilm est une coproduction de Paradis Films, de Be-Films et de la RTBF (télévision belge).

## Synopsis
Elisabeth Richard, procureure adjointe et Paul Jansac, capitaine de gendarmerie, sont chargés de l'enquête sur la mort de Pierre Saint-Florent dont le cadavre a été retrouvé sur une plage près de Martigues.

## Fiche technique
- Titre original : Crime à Martigues
- Réalisation : Claude-Michel  Rome
- Scénario : Jean Falculete
- Pays d'origine :  France,  Belgique
- Sociétés de production : Paradis Films, Be-Films, RTBF[1]
- Langue : Français
- Durée : 90 minutes
- Genre : Policier
- Premières dates de diffusion :
  -  Belgique : 16 octobre 2016 sur La Une[2]
  -  France : 22 octobre 2016 sur France 3

## Distribution
- Florence Pernel : Élisabeth Richard, procureure
- Vincent Winterhalter : Commandant de gendarmerie Paul Jansac
- Pierre Langlois : Pierre Saint-Florent
- Florence Coste : Gwendoline Dos Santos
- Bernard Crombey : Jean-Charles Saint-Florent, père de Pierre
- Laurent Bateau : Dr. Philippe Edmond
- Audrey Looten : Catherine Saint-Florent, ex-femme de Pierre
- Christian Mazucchini : Michel Lecouffre
- Stéphane Rideau : Dominique Dos Santos, frère de Gwendoline
- Gérard Dubouche : Francis Dos Santos, père de Dominique et Gwendoline
- François-Dominique Blin : Simon Chastaing
- Bernard Llopis : Père Marc Gasparini
- Charlotte Kady : Noémie Dos Santos, mère de Dominique et Gwendoline
- Jean-François Malet : Adjudant-chef Bourdeau
- Jean-Jérôme Esposito : Matthieu Bidard
- Caroline Lê Quang : Lieutenant Anaïs Kim
- Mélodie Rastit : Pauline Saint-Florent

## Tournage
Le téléfilm a été tourné à Martigues du 31 mai 2015 au 24 juin 2015

## Audience
Le téléfilm a été regardé par 4 160 000 téléspectateurs soit 19,7 % de part d'audience

## Autour du téléfilm
Paul s'essaie au Haïku tout au long de l'épisode pour charmer Elisabeth, qui finit par y prendre goût également.